# Исмаилов, Юсиф Аббас оглы
Юсиф Аббас оглы Исмаилов (азерб. Yusif Abbas oğlu İsmayılov; (1 мая 1927, Чомахтур, Нахичеванская АССР — 7 марта 2007, Баку, Азербайджан) советский]] азербайджанский агроном, Герой Социалистического Труда (1981).

## Биография
Родился 1 мая 1927 года в селе Чомахтур Нахичеванской АССР (ныне Шарурский район Нахичеванской АР Азербайджана).
В 1959 году окончил Высшую школу профсоюзов в Москве.
Начал трудовую деятельность председателем в 1960 году в колхозе села Махта. С 1964 по 1968 председатель оргкома исполкома Ильичевского районного Совета депутатов трудящихся. С 1968 по 1988 председатель колхоза «50 лет СССР». С 1989 по 1981 год председатель колхоза села Чомахтур.
В 1980 году достиг высоких трудовых показателей.
Указом Президиума Верховного Совета СССР от 23 февраля 1981 года за выдающиеся успехи, достигнутые в выполнении планов и социалистических обязательств 1980 года и десятой пятилетки по увеличению производства и продажи государству зерна, хлопка, винограда и других продуктов земледелия и животноводства Исмаилову Юсифу Аббас оглы присвоено звание Героя Социалистического Труда с вручением ордена Ленина и золотой медали «Серп и Молот».
Депутат Верховного Совета Нахичеванской АССР 9-го созыва, депутат Верховного Совета Азербайджанской ССР 10-го созыва.
Распоряжением Президента Азербайджанской Республики от 2 октября 2002 года, за большие заслуги в области науки и образования, культуры и искусства, экономики и государственного управления Азербайджана, Исмаилову Аббасу Юсиф оглы предоставлена персональная стипендия Президента Азербайджанской Республики.